# Henry Paul von Zitzewitz
Henry Paul von Zitzewitz (* 17. Oktober 1876 in Berlin; † 8. März 1945 in Templin (Potsdam)) war ein deutscher Verwaltungsbeamter.

## Leben
Von Zitzewitz studierte Rechts- und Staatswissenschaften an den Universitäten Lausanne, Leipzig und Berlin. Von 1912 bis 1917 war er Landrat im Dillkreis. Von 1913 bis 1916 war er für den Dillkreis (in Vertretung von Waldemar von Wussow) Mitglied des Nassauischen Kommunallandtags des preußischen Regierungsbezirks Wiesbaden bzw. des Provinziallandtages der preußischen Provinz Hessen-Nassau. 1917 legte er das Mandat nieder. Ab 1917 war von Zitzewitz Polizeipräsident in Potsdam, dort nach 1933 in den einstweiligen Ruhestand versetzt.